# Single Drunk Female
Single Drunk Female é uma série de televisão de comédia americana criada por Simone Finch que estreou em 20 de janeiro de 2022 na Freeform.

## Sinopse
Uma briga pública em uma empresa de mídia de Nova York força Samantha Fink, uma alcoólatra de 20 e poucos anos, a voltar para casa com sua mãe autoritária; Samantha então parte em um caminho para descobrir o seu melhor enquanto confrontada com os restos de sua antiga vida.

## Elenco e personagens

### Principal
- Sofia Black-D'Elia como Samantha Fink, uma alcoólatra de 28 anos que é forçada a voltar para casa depois de atingir o fundo do poço
- Rebecca Henderson como Olivia, patrocinadora lésbica de Samantha no Alcoólicos Anônimos
- Sasha Compère como Brit,[2] ex-BFF de Samantha
- Lily Mae Harrington como Felicia, amiga de bebida de Samantha
- Garrick Bernard como James, um colega de Alcoólicos Anônimos
- Ally Sheedy como Carol, mãe de Samantha

### Recorrente
- Jon Glaser como Nathaniel, ex-chefe de Samantha
- Madison Shepard como Gail Williams, oficial de condicional de Samantha
- Jojo Brown como Melinda "Mindy" Moy, chefe de Samantha na mercearia de Giovanni
- Ian Gomez como Bob, namorado de Carol
- Charlie Hall como Joel, ex-namorado de Samantha e noivo de Brit
- Madeline Wise como Stephanie, esposa de Olivia
- Tom Simmons como Ronnie

## Episódios
| N.º | Título                      | Dirigido por                | Escrito por    | Exibição original       | Cód. de produção | Audiência nos EUA (milhões) |
| --- | --------------------------- | --------------------------- | -------------- | ----------------------- | ---------------- | --------------------------- |
| 1   | "Pilot"                     | Leslye Headland             | Simone Finch   | 20 de janeiro de 2022   | IGCG79           | 0.194                       |
| 2   | "One Day at a Time"         | Phil Traill                 | Simone Finch   | 20 de janeiro de 2022   | IGCG02           | 0.162                       |
| 3   | "I'm Sorry, But..."         | Katrelle N. Kindred         | Jessica Watson | 27 de janeiro de 2022   | IGCG03           | 0.121                       |
| 4   | "Shamrocks and Shenanigans" | Travon Free                 | Chloe Keenan   | 3 de fevereiro de 2022  | IGCG04           | 0.107                       |
| 5   | "Sober for the D and V"     | John Riggi                  | Lauren Bans    | 10 de fevereiro de 2022 | IGCG05           | 0.091                       |
| 6   | "Look Me Up Sometime"       | Kimmy Gatewood              | Aminatou Sow   | 17 de fevereiro de 2022 | IGCG06           | 0.091                       |
| 7   | "New York"                  | Keith Powell                | Daisy Gardner  | 24 de fevereiro de 2022 | IGCG07           | 0.072                       |
| 8   | "James"                     | Leslye Headland Adam Silver | Jenni Konner   | 3 de março de 2022      | IGCG08           | 0.090                       |
| 9   | "Higher Parent"             | Travon Free                 | Simone Finch   | 10 de março de 2022     | IGCG09           | 0.051                       |
| 10  | "A Wedding"                 | Mary Wigmore                | Jay Dyer       | 17 de março de 2022     | IGCG10           | 0.089                       |

## Produção

### Desenvolvimento
Em 25 de setembro de 2019, a Freeform deu a Single Drunk Female um pedido de piloto. Em 26 de fevereiro de 2021, a Freeform deu à produção um pedido de série composta por dez episódios. A série é criada por Simone Finch, que também produz ao lado de Leslye Headland, Jenni Konner e Phil Traill. Headland também dirigiu o piloto enquanto Finch escreveu o piloto. A 20th Television está envolvida na produção da série.

### Seleção de elenco
Após o anúncio do pedido do piloto, Sofia Black-D'Elia e Ally Sheedy foram escaladas para estrelar. Após o anúncio do pedido da série, Rebecca Henderson, Sasha Compère, Lily Mae Harrington e Garrick Bernard se juntaram ao elenco principal. Em 7 de janeiro de 2022, Jojo Brown, Charlie Hall, Madison Shepard, Ian Gomez, Madeline Wise e Jon Glaser foram escalados para papéis recorrentes.

## Lançamento
A série estreou na Freeform em 20 de janeiro de 2022. Interncionalmente, a série foi lançada no Disney+ através do hub Star em territórios selecionados em 26 de janeiro de 2022 e será lançada na América Latina através do Star+.